# Guinadi
Guinadi è una frazione del comune italiano di Pontremoli, nella provincia di Massa-Carrara.

## Geografia fisica
La frazione è posta a 582 metri d'altezza e fa parte della Valle del Verde, in Lunigiana.
Guinadi comprende anche le località di Monti, La Strada e Serra, e confina con la frazione di Baselica.
Il sottobosco è ricco di flora e fauna tanto che questi ultimi sono tutelati dalla Comunità Montana e dal Corpo Forestale dello Stato dissuadendo tutti coloro che non sono in possesso di regolare tesserino, rilasciato dal Consorzio Forestale di Guinadi (privata associazione), a raccogliere il sottobosco e cacciare animali selvatici.
Il paese è sede della cooperativa di comunità "La Guinadese", la più antica società cooperativa di tutta la provincia di Massa-Carrara.

## Monumenti e luoghi d'interesse
- Chiesa di San Pietro[1]
- Castello[1]
- Monumento ai caduti[1]

## Società

### Tradizioni e folclore
La ricorrenza del santo patrono, san Rocco, si celebra il 16 agosto, con la funzione e la processione: la statua del santo viene trasportata dai paesani fino ad una piana nel bosco in cui sono recitate le preghiere. Terminata la processione la serata prosegue con la festa da ballo.

## Cultura

### Cucina
La zona è nota soprattutto per i funghi e per le castagne. Questi prodotti sono alla base di numerose ricette come i cazzutei, ovvero tagliatelle miste a farina di grano tenero e di castagna, il tutto condito con ricotta e parmigiano-reggiano. Altre ricette sono il polentino, il castagnaccio e la patona.

## Infrastrutture e trasporti
- Stazione di Grondola-Guinadi